# Flaminia Catteruccia
Flaminia Catteruccia es una profesora italiana de inmunología y enfermedades infecciosas en la Escuela de Salud Pública TH Chan de Harvard, donde estudia las interacciones entre la malaria y los mosquitos Anopheles que transmiten estos parásitos.

## Primeros años y educación
Catteruccia se formó inicialmente en química para su licenciatura, sin embargo, al graduarse decidió incursionar en la biología de la malaria con una beca de investigación en la Universidad de Roma La Sapienza. Hizo su doctorado en el Imperial College de Londres investigando la manipulación genética de Anopheles stephensi. Recibió su doctorado en 1999, y un año después publicó una demostración de la integración de un transposón en el genoma de los mosquitos, que fue heredado por progenie.

## Carrera profesional
Catteruccia recibió el premio MRC Career Development Award y el premio Wellcome Trust Value in People en 2006. Primero estableció su propio grupo de investigación independiente en el Imperial College de Londres en 2007.
Su laboratorio trabaja en los comportamientos reproductivos de los mosquitos, particularmente Anopheles gambiae. En 2009, publicó una investigación que muestra que el tapón seminal depositado por los mosquitos machos en las hembras después del apareamiento es esencial para una reproducción exitosa. Al derribar una enzima masculina involucrada en la formación del tapón (usando ARNi), lo que condujo a intentos de reproducción fallidos, ella y sus colegas demostraron la necesidad de la estructura que antes se pensaba que solo estaba involucrada en la prevención de la competencia de los espermatozoides de otros machos. Más tarde, los equipos de Andrea Crisanti Cateruccia lograron exitosamente una eliminación genética en mosquitos que dejó a los machos completamente estériles. Las hembras no intentaron volver a aparearse después de su primera cópula con el macho estéril, lo que sugiere que la liberación de machos estériles a la naturaleza (como lo están haciendo actualmente organizaciones como Oxitec) podrían tener un efecto importante en las poblaciones de mosquitos. Después de mudarse brevemente a la Universidad de Perugia, Catteruccia se unió a la facultad de Harvard como profesora en 2011 por invitación de Dyann Wirth. Dos años más tarde, Catteruccia y sus colegas investigaron el papel de una hormona masculina en la estimulación de la producción femenina de huevos; un vínculo directo inusual entre la cópula y la ovulación. Catteruccia también participa en el diseño de impulsores genéticos para forzar la propagación de genes de resistencia a la malaria a través de poblaciones de mosquitos, utilizando la edición de genes CRISPR.

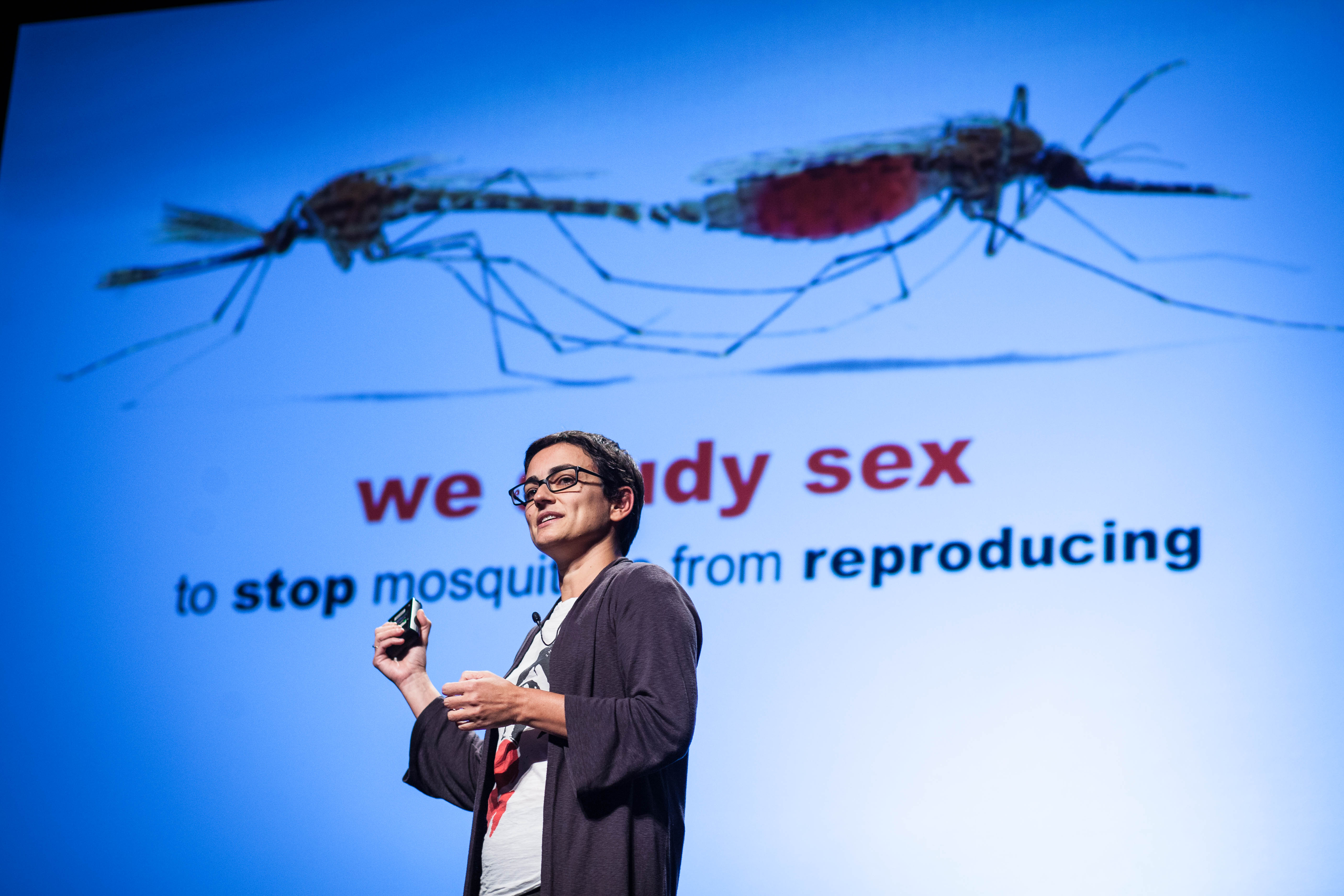
Catteruccia como becaria de PopTech Science 2012 dando una charla sobre la biología reproductiva de los mosquitos Anopheles

En el 2016, Catteruccia recibió una beca de la facultad del Instituto Médico Howard Hughes, la Fundación Bill y Melinda Gates y la Fundación Simons por valor de $ 1.2 millones para continuar su investigación sobre la malaria.
En 2019, Catteruccia publicó una investigación en Nature que demostraba que la exposición de los mosquitos a los medicamentos antipalúdicos conduce a una reducción en su carga de parásitos. El estudio fue notable porque se necesitaban cantidades sorprendentemente bajas del fármaco atovaquona para inducir la refractariedad de los mosquitos a la infección por parásitos, y el compuesto podía absorberse a través de las patas del insecto (como al aterrizar brevemente sobre un mosquitero). Esto podría potencialmente usarse para diseñar mosquiteros más efectivos, que actualmente se están volviendo menos efectivos debido a la propagación de la resistencia a los insecticidas en los mosquitos. Aunque es poco probable que los mosquitos desarrollen resistencia, dado que sus tasas de supervivencia parecen no verse afectadas por el fármaco en condiciones de laboratorio, la malaria aún puede desarrollar resistencia, especialmente si el fármaco se implementa a escala masiva.

## Premios
2021 - Investigadora Instituto Médico Howard Hughes
2016 - Premio académico de la facultad - Instituto Médico Howard Hughes y Fundación Bill y Melinda Gates
2012 - Becaria de Ciencias PopTech
2006 - Premio al desarrollo profesional de MRC

## Publicaciones seleccionadas
- W. Robert Shaw, Flaminia Catteruccia. 2019. Vector biology meets disease control: using basic research to fight vector-borne diseases. Nat Microbiol; 4(1):20-34. doi: 10.1038/s41564-018-0214-7.
- Kristine Werling, W Robert Shaw, Maurice A Itoe, Kathleen A Westervelt, Perrine Marcenac, Douglas G Paton, Dúo Peng, Naresh Singh, Andrea L Smidler, Adam South, Amy A Deik, Liliana Mancio-Silva, Allison R Demas, Sandra March, Eric Calvo, Sangeeta N Bhatia, Clary B Clish, Flaminia Catteruccia. 2019. Steroid Hormone Function Controls Non-competitive Plasmodium Development in Anopheles. Cell;177(2):315-325.e14. doi: 10.1016/j.cell.2019.02.036.
- Douglas G Paton, Lauren M Childs, Maurice A Itoe, Inga E Holmdahl, Caroline O Buckee, Flaminia Catteruccia. 2019. Exposing Anopheles mosquitoes to antimalarials blocks Plasmodium parasite transmission. Nature;567(7747):239-243. doi: 10.1038/s41586-019-0973-1.
- Chloe Greppi, Willem J Laursen, Gonzalo Budelli, Elaine C Chang, Abigail M Daniels, Lena van Giesen, Andrea L Smidler, Flaminia Catteruccia, Paul A Garrity. Mosquito heat seeking is driven by an ancestral cooling receptor. Science;367(6478):681-684. doi: 10.1126/science.aay9847.
- Flaminia Catteruccia. 2016. Flaminia Catteruccia – Digging into the Sex Life of Mosquitoes. Trends Parasitology; 32(10):751-752. doi: 10.1016/j.pt.2016.05.012.
- Flaminia Catteruccia. 2020. Malaria-carrying mosquitoes get a leg up on insecticides. Nature;577(7790):319-320. doi: 10.1038/d41586-019-03728-5.